# Hans-Fischer-Test
Der Hans-Fischer-Test ist ein Wettkampf zum Friedrich-Ludwig-Jahn Turnfest in Freyburg an der Unstrut. Der Hans-Fischer-Test wurde zum Gedenken an den Ausnahmeathleten Hans Fischer konzipiert, der als Altersturner internationale Bekanntheit erreichte und mit seiner Mission einen großen Teil der Jahnschen Ideale als Vorbild für weitere Generationen forttrug. 

## Die Übungen zum Hans-Fischer-Test
Für den Hans-Fischer-Test wurden fünf typische Übungen aus dem Trainingsprogramm von Hans Fischer aufgenommen, die er noch regelmäßig im Alter von 80+ absolvierte. Die Idee ist, ein möglichst ansprechendes Programm zu schaffen, das viele Interessenten findet. Die Besonderheit dabei ist, dass jeder – ohne Ausnahme von Altersklasse oder Geschlecht – diesen Test ablegen kann. Während die Übungen „Kopfstand-Marathon“ oder die „Fliege“ noch relativ leicht zu absolvieren sind, wird an der „Fischerrolle“, der „Mutprobe“ oder der „Kraftübung“ deutlich, welchen Leistungen Hans Fischer in hohem Alter mit Hilfe von Disziplin und Willensstärke noch erbrachte.

## Die ewige Bestenliste
Wer die Übungen des Hans-Fischer-Test erfolgreich absolviert hat, wird neben der Ehrung mit einem Zertifikat in die ewige Bestenliste aufgenommen. Diese Liste wird jährlich fortgeführt und bietet den Teilnehmern die Möglichkeit, jedes Jahr durch kontinuierliche körperliche Ertüchtigung seine Platzierung zu verbessern. 
Die Ergebnisse der ewigen Bestenliste sind auf der Homepage zum Hans-Fischer-Test (Link siehe unten) vollständig veröffentlicht. 
Bemerkenswert ist auch, dass der jüngste Teilnehmer gerade mal zwei Jahre alt war. Der älteste Teilnehmer war immerhin 72 Jahre jung.